# Breskvar
Breskvar je priimek v Sloveniji, ki ga je po podatkih Statističnega urada Republike Slovenije na dan 1. januarja 2010 uporabljalo 156 oseb in je med vsemi priimki po pogostosti uporabe uvrščen na 2.853. mesto.

## Znani nosilci priimka
- Boris Breskvar (1942—2012), teniški trener
- Dragica Breskvar (r. Vesković), kulturna organizatorka - literarna mentorica, urednica
- Franc Breskvar (1889 - ), organist
- Katja Breskvar (r. Palčič) (*1944), biokemičarka, univ. profesorica
- Ludvik Breskvar, tiskar
- Marko Breskvar, elektrotehnik, Zavod za transfuzijsko medicino
- Silvo Breskvar (1902—1969), fizik in matematik, astronom
- Tomaž Breskvar, arhitekt (& Črt Breskvar)
- Vesna Breskvar, plavalka